# ATM Turbo
ATM Turbo je jedna z ruských verzí počítače Sinclair ZX Spectrum. Počítač existuje ve 4 verzích: ATM Turbo 512 (v4.50), ATM Turbo 2 (v6.40), ATM Turbo 2+ (v.7.10), ATM Turbo 2++ (v7.30). Počítač je standardně vybaven A/D převodníkem, původně jednokanálovým, v novějších verzích 8kanálovým.
Pomocí počítače bylo v roce 2006 ukázáno streamování videa na počítačích kompatibilních se ZX Spectrem.

## Technické informace

### ATM Turbo 512
- procesor: Z80, 3,5 nebo 7 MHz
- paměť RAM: 128 – 512 KiB
- paměť ROM: 64 – 128 KiB
- zvuk: AY-3-8912, Covox
- grafické režimy: jako ZX Spectrum, grafický režim 640 x 200, grafický režim 320 x 200px[2]

#### Stránkování paměti
Protože procesor Z80 umožňuje adresovat pouze 64 KiB paměti, je celá paměť rozdělena na stránky o velikosti 16 KiB, které se připínají do adresového prostoru procesoru.
|  | 65535 49152 | RAM 0 | RAM 1 | RAM 2      | RAM 3 | RAM 4 | RAM 5 | RAM 6 | RAM 7 | … | RAM 31 |  | RAM 1    | RAM 3 |  | RAM 3 |
|  | 49151 32768 | RAM 2 |       |            |       |       |       |       |       |   |        |  | RAM 2    |       |  | RAM 2 |
|  | 32767 16384 | RAM 5 |       |            |       |       |       |       |       |   |        |  | RAM 5    |       |  | RAM 4 |
|  | 16383 0     | ROM 0 | ROM 1 | TR-DOS ROM |       |       |       |       |       |   |        |  | ROM CP/M |       |  | RAM 0 |

Ke stránkování paměti jsou použity porty 32765 a 65021. Význam jednotlivých bitů hodnoty odeslané na port 32765 je následující:
| 7 | 6 | 5                 | 4                           | 3                                           | 2                                                               | 1                                                               | 0                                                               |
|   |   | zákaz stránkování | dolní bit čísla stránky ROM | videoram: 0 – ve stránce 5 1 – ve stránce 7 | spodní tři bity čísla stránky RAM v adresovém prostoru od 49152 | spodní tři bity čísla stránky RAM v adresovém prostoru od 49152 | spodní tři bity čísla stránky RAM v adresovém prostoru od 49152 |

Význam jednotlivých bitů hodnoty odeslané na port 65021 je následující:
| 7 | 6 | 5                  | 4                 | 3            | 2                                       | 1                                                              | 0                                                              |
|   |   | signál TNAB modemu | signál TON modemu | signál CPNET | přepnutí na alternativní ROM (ROM disk) | vyšší dva bity čísla stránky RAM v adresovém prostoru od 49152 | vyšší dva bity čísla stránky RAM v adresovém prostoru od 49152 |

#### Používané porty
| desítkově | šestnáctkově | význam |
| 254       | FE           | jako ZX Spectrum, navíc díky neúplnému dekódování portu lze nastavením jiné adresy nastavit rozložení paměti a grafický režim a jasnější brava okraje (BRIGHT). |
| 123, 251  | 7B, FB       | paralelní port |
| 250       | FA           | |
| 32765     | 7FFD         | zápis: stránkování paměti jako ZX Spectrum 128K+, čtení: signál BELL modemu                                                                                     |
| 49149     | BFFD         | data hudebního čipu AY |
| 65533     | FFFD         | výběr datového registru hudebního čipu AY |
| 32253     | 7DFD         | zápis: port barevné palety, čtení: data z A/D převodníku |
| 65021     | FDFD         | rozšířené stránkování počítače |

### ATM Turbo 2
- procesor: Z80, 3,5 nebo 7 MHz
- paměť RAM: 128 – 512 KiB
- paměť ROM: 64 – 128 KiB
- zvuk: AY-3-8910 nebo AY-3-8912, Covox
- grafické režimy: jako ZX Spectrum, grafický režim 640 x 200, grafický režim 320 x 200, textový režim 80 x 25 znaků

#### Používané porty
| desítkově | šestnáctkově | význam |
| 254       | FE           | jako ZX Spectrum |
| 246       | F9           | jako port 254, navíc nastaví okraji zvýšený jas (bright) |
| 123, 251  | 7B, FB       | paralelní port |
| 250       | FA           | |
| 255       | FF           | atributy |
| 32765     | 7FFD         | zápis: stránkování paměti jako ZX Spectrum 128K+, čtení: podle verze počítače signály BELL a ULINE modemu, signál WIRQ od IDE, čtení PC-XT klávesnice, připravenost dat z A/D převodníku |
| 49149     | BFFD         | data hudebního čipu AY |
| 65533     | FFFD         | výběr datového registru hudebního čipu AY |
| 32253     | 7DFD         | čtení: data z A/D převodníku |
| 65399     | FF77         | systémový port (nastavení grafického režimu, zapnutí režimu turbo, podle verze počítače signály TON a TNAB modemu nebo signály použité pro čtení PC-XT klávesnice                        |
| 65527     | FFF7         | dispečer paměti, umožňuje přistránkovat jakoukoliv stránku paměti RAM a ROM, teoreticky až do 1 MiB                                                                                      |
| 65511     | FFE7         | zápis: pouze ve verzi 6.40 – zápis do speciální RAM PC-XT klávesnice |
| 239       | EF           | ovládání pevného disku |

### ATM Turbo 2+
- procesor: Z80, 3,5 nebo 7 MHz
- paměť RAM: 128 – 512 KiB, možné až 1024 KiB
- paměť ROM: 64 – 128 KiB
- zvuk: AY-3-8910 nebo AY-3-8912, Covox
- grafické režimy: jako ZX Spectrum, grafický režim 640 x 200, grafický režim 320 x 200, textový režim 80 x 25 znaků

### ATM Turbo 2++
- procesor: Z80, 3,5 nebo 7 MHz
- paměť RAM: 128 – 512 KiB, možné až 2048 KiB (druhý megabyte paměti je stránkován pomocí portu 57341/DFFD)
- paměť ROM: 64 – 128 KiB
- zvuk: AY-3-8910 nebo AY-3-8912, Covox, Turbo Sound (dva čipy AY)
- grafické režimy: jako ZX Spectrum, grafický režim 640 x 200, grafický režim 320 x 200, textový režim 80 x 25 znaků